# La Moisson (Serebriakova)
La Moisson (en russe : Жатва) est un tableau de la peintre russe Zinaïda Serebriakova (1884 - 1967), réalisé en 1915. Il fait partie de la collection privée du Musée de Beaux-Arts d'Odessa. Ses dimensions sont de 142 × 177 cm,.

## Histoire et description
Zinaïda Serebriakova passe l'été 1914 en Italie mais, en raison du commencement de la Première Guerre mondiale , elle se voit forcée de raccourcir son séjour et de retourner en Ukraine. De retour dans la propriété familiale de Neskoutchne dans le Gouvernement de Kharkov en Ukraine elle commence par travailler sur des croquis et des tableaux représentant des paysans. Parmi ceux-ci se trouvait une grande toile, qui a ensuite été détruite par l'artiste et dont il ne subsiste que des fragments : Deux Jeunes Paysannes et Paysans. Déjeuner,.

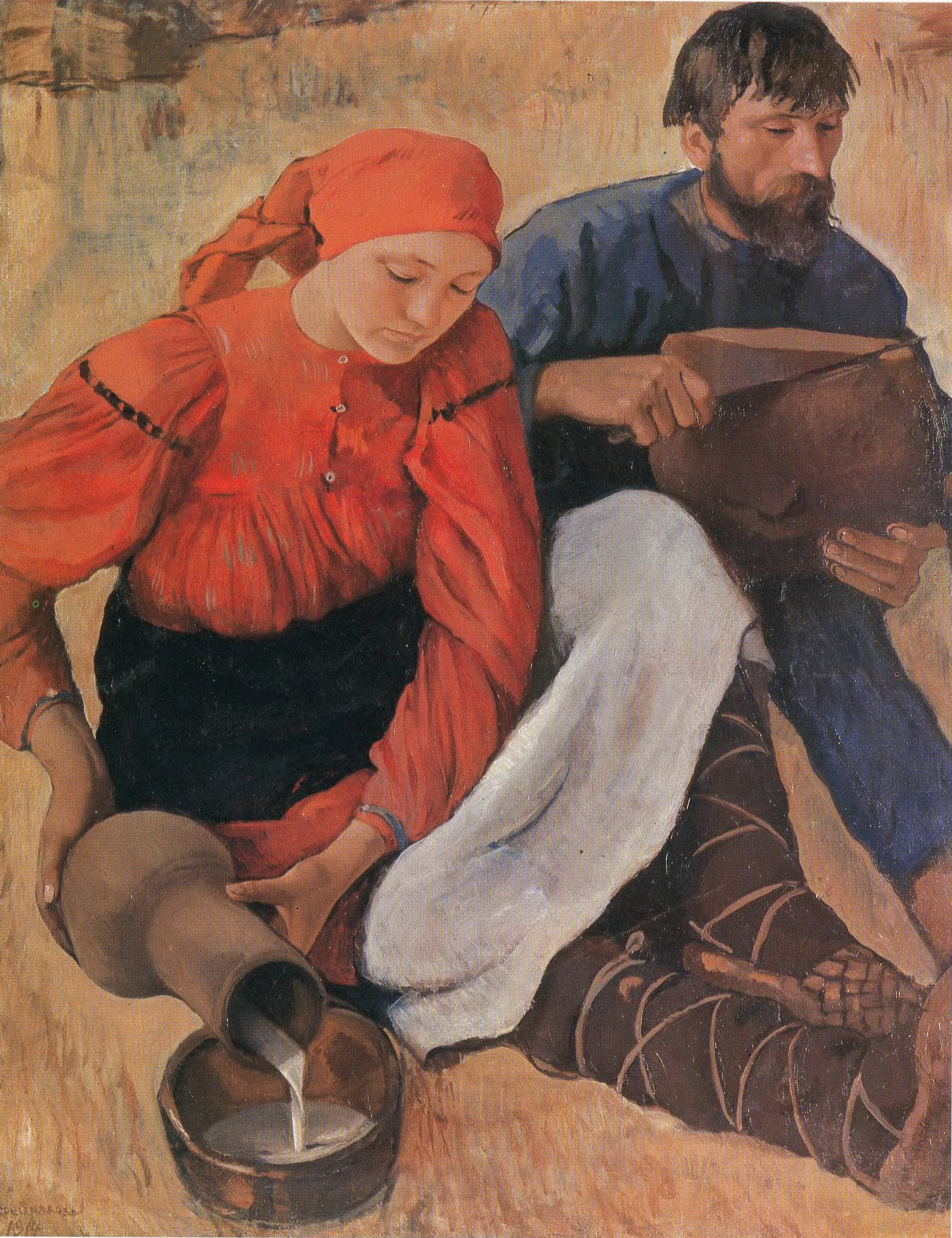
Paysans. Déjeuner par Z. Serebriakova (1914, Musée russe).

À en juger par les études initiales et les croquis, au début, Serebriakova pensait réaliser son tableau avec des moissonneurs comme sujet.
Puis elle décidé de peindre quelques jeunes filles paysannes durant un moment de repos. Du fait que les hommes étaient enrôles dans l'armée, il en manquait et c'est sans doute une des raisons du choix des quatre jeunes filles. Deux d'entre elles sont debout et les deux autres sont assises et préparent le déjeuner. La scène se passe dans un paysage calme au milieu de champs jaunes et verts. La ligne de l'horizon est placée assez haut. Au loin on aperçoit la coupole d'une église entourée d'arbres.
Sur les visages des jeunes filles on peut reconnaître les traits des paysannes de Neskoutchne, qui ont servi de modèles à 
l'artiste pour plusieurs autres tableaux : Martha Voronkina (celle qui tient la cruche de lait), Marina Bezborodova (celle qui coupe le pain), Anna Tchoukina (celle qui tient le râteau) et Katia Voronkina (celle qui tient le fût sur son dos).
Le tableau a été présenté pour la première fois lors de l'exposition de l'association Mir iskousstva en 1916, avec pour titre Paysannes dans le champ.

## Critiques
La critique d'art Elena Petinova écrit à propos de cette période de la vie de Serebriakova :

« Revenue au pays natal, l'artiste crée les œuvres les plus significatives de sa production, comme le tableau La Moisson (1915) et Blanchiment de la toile (1917), dans lesquels le contenu national trouve son expression dans la monumentalité, l'expression classique et le traitement de la forme. »

L'historienne d'art Valentina Kniazeva écrit ceci sous le tableau dans sa monographie sur Serebriakova :

« Dans son tableau La Moisson, tout semble simple, terrestre, naturel. En le créant au plus fort de la Première Guerre mondiale, Serebriakova a glorifié la grandeur de la femme russe, a chanté la création et la paix. Dans cet effort pour la perfection et l'idéal, l'artiste manifeste une attitude élevée et poétique face à la vie, et également sa foi dans les forces du peuple natal et en son avenir. »